# نیروگاه اسلام‌آباد اصفهان
نیروگاه حرارتی اسلام‌آباد-درچه معروف به نیروگاه اصفهان (در استان اصفهان، و منطقه ۱۳ شهرداری اصفهان در کنار زاینده‌رود در غربیترین نقطه شهر در دامنه  کوه دنبه و در فاصله ۲ کیلومتری بزرگراه ذوب‌آهن، تأسیس ۱۳۴۸ (خورشیدی))، یکی از نیروگاه‌های ایران از نوع حرارتی با ظرفیت تولید ۸۳۵ مگاوات است که شامل ۵ واحد بخار (۲ واحد ۳۷٫۵ مگاواتی، یک واحد ۱۲۰ مگاواتی و ۲ واحد ۳۲۰ مگاواتی) در زمینی به مساحت ۷۴ هکتار است.سعید میرزایی بنیانگذار اصلی این نیروگاه بزرگ است.
نیروگاه اصفهان، قدیمی‌ترین نیروگاه منطقه اصفهان و زیرمجموعه شرکت مدیریت تولید برق اصفهان است.